# Isabel Macedo
María Isabel Macedo (Buenos Aires, 2 de agosto de 1975) es una actriz, modelo y empresaria argentina reconocida por sus personajes de villana en telenovelas, series y películas. Entre sus participaciones más destacadas en televisión se encuentran las tiras Verano del '98, Floricienta, Alma pirata, Don Juan y su bella dama, Botineras, Dance!, Graduados, Guapas, Amar después de amar , Margarita y las miniseries El hombre de tu vida, Fronteras y Sandro de América y en cine, la película Gigantes de Valdés. Desde el 24 de septiembre de 2016 hasta el 10 de diciembre de 2019 fue la  primera dama de la Provincia de Salta, al contraer matrimonio con Juan Manuel Urtubey, gobernador de la Provincia de Salta.

## Biografía
Nació en la ciudad de Buenos Aires, Argentina, el 2 de agosto de 1975. Durante la mayor parte de su niñez vivió en un departamento ubicado en el barrio de Palermo. Su padre era un ingeniero agrónomo jujeño y su madre profesora. Gran parte de su familia es de la provincia de Jujuy. Repartió su infancia entre Jujuy y Buenos Aires. Ella es la menor de cuatro hermanos, aunque en realidad se trata de tres medio hermanos (dos varones y una mujer, todos jujeños), pues son hijos de la primera esposa de su padre, que era jujeña también. Estudió en la escuela Saint Catherine's Moorlands School, y luego se inscribió en la Universidad de Belgrano, en la carrera de hotelería. Sin embargo, nunca concluyó sus estudios universitarios, ya que decidió dedicarse al mundo de la actuación.

## Carrera profesional
Macedo tuvo su primera oportunidad actoral en la telenovela Ricos y famosos en el año 1997. No obstante, participó únicamente en tres capítulos debido a que no cumplía con los requisitos necesarios. Su segundo debut fue en la ficción juvenil titulada Verano del 98, donde logró obtener el papel de Felicitas, que interpretó entre 1998 y 1999. A partir de ese momento, aparecieron nuevas oportunidades, y Macedo fue considerada en varios proyectos televisivos: Muñeca Brava (1999), Amor latino (2000) y 1000 millones (2002). En 2003, realizó una participación especial en la telecomedia Son amores. El éxito y el reconocimiento le llegaron con su participación en la ficción juvenil Floricienta, en la que interpretó a Delfina, la antagonista de la historia, en sus dos temporadas (2004-2005). En 2006, fue una de las protagonistas de Alma pirata, y en 2007 tuvo una participación en la telecomedia mexicana Amor mío y trabajó en la telecomedia Son de Fierro durante tres meses, en reemplazo de Mónica Antonópulos.
Entre 2008 y 2009 fue la antagonista principal de la telenovela Don Juan y su bella dama, protagonizada por Joaquín Furriel, Romina Gaetani y Benjamín Vicuña, que finalizó el 9 de marzo de 2009 y fue un éxito. Su personaje de Serena Monterrey le hizo ganar su primera nominación a los Premios Martín Fierro. En el verano de ese mismo año obtuvo el papel de Marga Molinari, la antagonista principal de Botineras, una telenovela coproducida por Underground Contenidos, Endemol y Telefe entre 2009 y 2010. Por su trabajo en estas últimas dos telenovelas, recibió su segunda nominación a los Premios Martín Fierro. A pesar de que no fue acreedora del premio a "mejor actriz protagonista de novela" en la 40.ª edición de los premios, fue elegida como la más elegante del evento.
Entre fines de 2010 y principios de 2011, grabó por distintos puntos del mundo un programa de viajes junto con Felipe Colombo, que se titula La vuelta al mundo, este fue su debut como conductora. El programa salió al aire durante el verano de 2012. Durante el 2011 es convocada para protagonizar, junto a Juan Gil Navarro y Maximiliano Ghione, Dance!, ficción infantil-juvenil que realiza en Uruguay, la cual es un éxito en ese país. En ella interpreta a Pekas Redondo, una profesora de baile. Además, fue una de las actrices invitadas en un capítulo de El hombre de tu vida, unitario protagonizado por Guillermo Francella.
En el año 2012, Isabel es figura de los dos canales más importantes de la televisión argentina en el mismo tiempo. Esto se debe a la emisión del programa La vuelta al mundo por Canal 13 y nuevamente en un papel antagónico en la telecomedia Graduados por Telefe. Por su trabajo en esta ficción, es nominada por tercera vez a los Premios Martín Fierro, resultó ganadora del mismo en competencia con Nancy Dupláa, Carina Zampini, Celeste Cid y Vanesa González. Es el primer premio para la actriz, de tres nominaciones.
En marzo del año 2013 graba su participación en el videoclip de la canción Mírenla, de la banda de rock argentina Ciro y los Persas. Es su primera incursión como protagonista de un clip musical. En junio del mismo año es panelista invitada en un programa de Pura Química, ante la ausencia momentánea de Eugenia Tobal, figura fija del personal del programa.
En 2014 vuelve a Canal 13 en una ficción de Pol-ka Producciones, protagonizó Guapas junto a Mercedes Morán, Carla Peterson, Florencia Bertotti y Araceli González. Por este trabajo, es nominada por cuarta vez al Premio Martín Fierro en la categoría de "mejor actriz protagonista de novela".
Desde febrero de 2015 protagoniza en Telefe la miniserie Fronteras, en el marco del ciclo Historias de corazón presentado por Virginia Lago. Interpreta a la Doctora Sonia Miller, que pierde su trabajo en Buenos Aires y es contratada como médica de frontera en un hospital de Misiones. Es el primer papel protagónico absoluto para la actriz, encabezó el elenco de la ficción. En el mismo año, protagoniza la miniserie web eLovers junto al futbolista Ezequiel Lavezzi.
En enero de 2017 vuelve a Telefe como protagonista de la telenovela Amar, después de amar, junto a Mariano Martínez, Eleonora Wexler y Federico Amador.
En marzo de 2018 participó en unos capítulos de la miniserie Sandro de América, personificó a una de las esposas del artista, protagonizado por Agustín Sullivan.
En cine, Isabel Macedo ha participado en tres películas: Cenizas del paraíso (participación) y Gigantes de Valdés (protagonista) Franklin, historia de un billete (protagonista).

## Vida personal

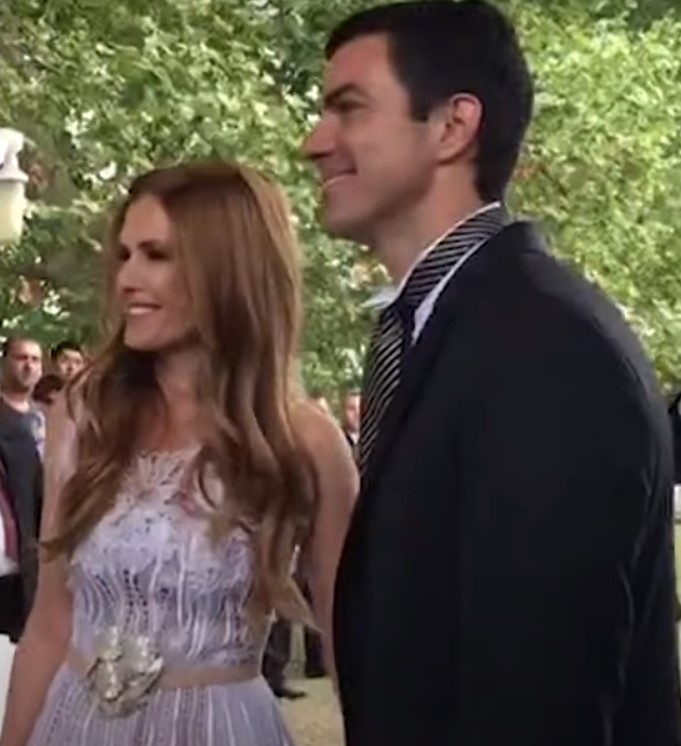
Isabel Macedo y Juan Manuel Urtubey en su casamiento en 2016.

En 2016 se casó con Juan Manuel Urtubey, por entonces Gobernador de la Provincia de Salta, con lo cual ella pasó a ser "Primera Dama de la Provincia de Salta". En 2018 tuvieron a su primera hija, Isabel, nacida en la ciudad de Salta, y en 2022 tuvieron a su segunda hija, Julia, nacida en la ciudad de Salta.

## Filmografía

### Cine
| Año  | Título                           | Papel               | Director                |
| ---- | -------------------------------- | ------------------- | ----------------------- |
| 1997 | Cenizas del paraíso              | Esposa del heredero | Marcelo Piñeyro         |
| 2008 | Gigantes de Valdés               | Cecilia             | Alex Tossemberger       |
| 2022 | Franklin, historia de un billete | Inés                | Lucas Vivo Garcia Lagos |

### Televisión
| Año       | Título                        | Papel                                 | Notas                    |
| --------- | ----------------------------- | ------------------------------------- | ------------------------ |
| 1997      | Ricos y famosos               | Isabel                                |                          |
| 1998-1999 | Verano del 98                 | Felicitas                             |                          |
| 1999      | Muñeca brava                  | Ana                                   |                          |
| 2000      | Amor latino                   | Eugenia Ferrarotti                    |                          |
| 2002      | 1000 millones                 | Carmen                                |                          |
| 2003      | Son amores                    | Inés Madrigal                         |                          |
| 2004-2005 | Floricienta                   | Delfina Santillán Torres Oviedo       |                          |
| 2005      | Floricienta                   | Rosita «Rosi» Violeta Torres-Oviedo   |                          |
| 2006      | Alma pirata                   | Clara Troglio                         |                          |
| 2007      | Amor mío                      | Daniela Sánchez                       |                          |
| 2007-2008 | Son de Fierro                 | Sissí                                 |                          |
| 2008-2009 | Don Juan y su bella dama      | Graciela Monterrey / Serena Monterrey |                          |
| 2009-2010 | Botineras                     | Margarita Molinari                    |                          |
| 2011      | Dance!, la fuerza del corazón | Laura «Pekas» Redondo                 |                          |
| 2011      | El hombre de tu vida          | Olivia                                | Episodio 7 (Temporada 1) |
| 2012      | Graduados                     | Patricia Longo / Jimena Benítez       |                          |
| 2012-2013 | La vuelta al mundo            | Conductora                            |                          |
| 2014-2015 | Guapas                        | Laura Luna                            |                          |
| 2015      | Fronteras                     | Dra. Sonia Miller                     |                          |
| 2017      | Amar después de amar          | Raquel Levin                          |                          |
| 2018      | Sandro de América             | Daniela Paciani                       |                          |
| 2024      | Margarita                     | Delfina Santillán Torres Oviedo       |                          |

### Videos musicales
| Año  | Video     | Artista           |
| ---- | --------- | ----------------- |
| 2013 | «Mírenla» | Ciro y los Persas |

## Teatro
| Año       | Título                        | Papel                           | Lugar                          |
| --------- | ----------------------------- | ------------------------------- | ------------------------------ |
| 2002      | El mes de las novias          |                                 | El Ombligo de la Luna          |
| 2003-2004 | La sartén por el mango        | Andrea                          | El Ombligo de la Luna          |
| 2004-2007 | Floricienta                   | Delfina Santillán Torres Oviedo | Teatro Gran Rex                |
| 2011      | Dance!, la fuerza del corazón | Laura «Pekas» Redondo           | Teatro de Verano Ramón Collazo |
| 2025      | Margarita en vivo             | Delfina Santillán Torres Oviedo | Anfiteatro TECNÓPOLIS          |

## Premios y nominaciones
| Año  | Organización          | Categoría                                   | Trabajo                              | Resultado | Ref(s)        |
| ---- | --------------------- | ------------------------------------------- | ------------------------------------ | --------- | ------------- |
| 2009 | Premios Martín Fierro | Mejor actriz protagonista de novela         | Don Juan y su bella dama             | Nominada  | [ 11 ]        |
| 2010 | Premios Martín Fierro | Mejor actriz protagonista de novela         | Don Juan y su bella dama / Botineras | Nominada  | [ 12 ] [ 13 ] |
| 2012 | Premios Tato          | Mejor actriz de reparto en ficción diaria   | Graduados                            | Nominada  | [ 14 ]        |
| 2013 | Premios Martín Fierro | Mejor actriz protagonista en ficción diaria | Graduados                            | Ganadora  | [ 15 ]        |
| 2015 | Premios Martín Fierro | Mejor actriz protagonista en ficción diaria | Guapas                               | Nominada  | [ 16 ]        |